# Eric Garcetti
Eric Michael Garcetti (Los Angeles, 4 de fevereiro de 1971) foi prefeito de Los Angeles entre 2013 e 2022 e antigo membro do Conselho Municipal, tendo representado o 13º distrito. Ele foi também Presidente do Conselho Municipal de Los Angeles de 2006 até 2012.
Um membro do Partido Democrata, Garcetti venceu em uma eleição municipal de partido único, a democrata Wendy Greuel, em 21 de maio de 2013. Na história de Los Angeles, foi o primeiro judeu a ser eleito prefeito e o mais jovem em mais de um século.

## Vida inicial
Garcetti nasceu no Good Samaritan Hospital em Los Angeles e, viveu em Encino, localizado no Vale de São Fernando. Garcetti é o filho do antigo Procurador do 40º Distrito de Los Angeles, Gill Garcetti. Seu avô paterno, Salvador Garcetti, nasceu em Parral, Chihuahua, México, e foi levado para os Estados Unidos quando ainda era criança pelo seu pai, Massimo Garcetti, um juiz e emigrante do México que veio da Itália e foi enforcado durante a Revolução Mexicana. Sua avó paterna, Juanita Iberri, nasceu no Arizona, uma dos dezenove filhos nascidos de um casal de emigrantes de Sonora, México. Sua mãe, Sukey Roth, é uma descendente de russos judeus. Seu avô materno, Harry Roth, que fundou a marca de roupas Louis Roth & Co., foi um imigrante judeu da Rússia. Também é revelado que a família Garcetti é descendente de lituanos judeus, conhecidos como Litvaks.
Eric Garcetti frequentou a escola primária UCLA Lab School (antiga Corinne A. Seeds University Elementary School) e o ensino fundamental e médio na Harvard-Westlake School. Ele se formou em ciências políticas e planejamento urbano na Universidade Columbia, em 1992.
Em Columbia, ele atuou no Conselho Estudantil como Presidente da Sociedade de Literatura de St. Anthony Hall, fundou a Columbia Urban Experience e co-escreveu e atuou por três anos no Varsity Show, um musical estudantil cujos antigos co-escritores foram: Richard Rodgers, Oscar Hammerstein II e Lorenz Hart.  Garcetti também fez mestrado em Assuntos Internacionais pela Escola de Assuntos Internacionais e Públicas da Universidade Columbia, graduando-se em 1993. Ele estudou na Rhodes Scholar na The Queen's College, Oxford e também na London School of Economics.